# 永井貞録
永井 貞録（明治20年（1887年）9月25日 - 昭和17年（1942年）7月24日）は、日本の政治家、実業家。元鳥取県議会議員。元中浜村会議員。
弓浜組合製糸組合長、西伯郡米子市連合養蚕組合組合長、伯西社組合長、鳥取県養蚕組合長などを勤め、全国屈指の養蚕王国といわれた県下の大御所的存在として、大日本蚕糸会副総裁でもあった。元鳥取県境港市長安田貞栄・元今井書店社長永井準の父、鳥取県議会議員安田優子の祖父。

## 経歴
旧麦垣集落（現在の鳥取県境港市麦垣町）の大農家に生まれる。綿に代わって蚕が主要作物になっていく頃であった。
昭和2年（1927年）鳥取県議会議員となり4期連続当選、昭和9年（1934年）副議長となる。
県営繭検定所の開設新屋灘への県蚕業試験場西伯分場、米子商蚕学校（現米子南高校）の開校などに尽力したほか、東亜物産貿易（現在の東亜青果）を設立し満鮮貿易に乗り出すなど、地域の産業振興に貢献した。
県会4期目の在職中の昭和17年（1942年）7月24日死去。大日本蚕糸会からその功績に対して第一種功労賞が贈られている。

## 人物像

### 人柄
七町あった田畑をすべて売ってしまった。世にいう井戸と塀だけが残る“井戸塀政治家”になってしまい親戚から説教されたが、｢七町歩をなくしたが九長を得たよ｣と得意になって肩書きを九つ並べてみせて煙にまいたという。又、当時県下に余り例のない外車を4000円で買って乗り回し、豪勢な暮らしをしてみせたが、内実は火の車で、貞録の死後残っていたものは当時の金で二万円の借金だった。

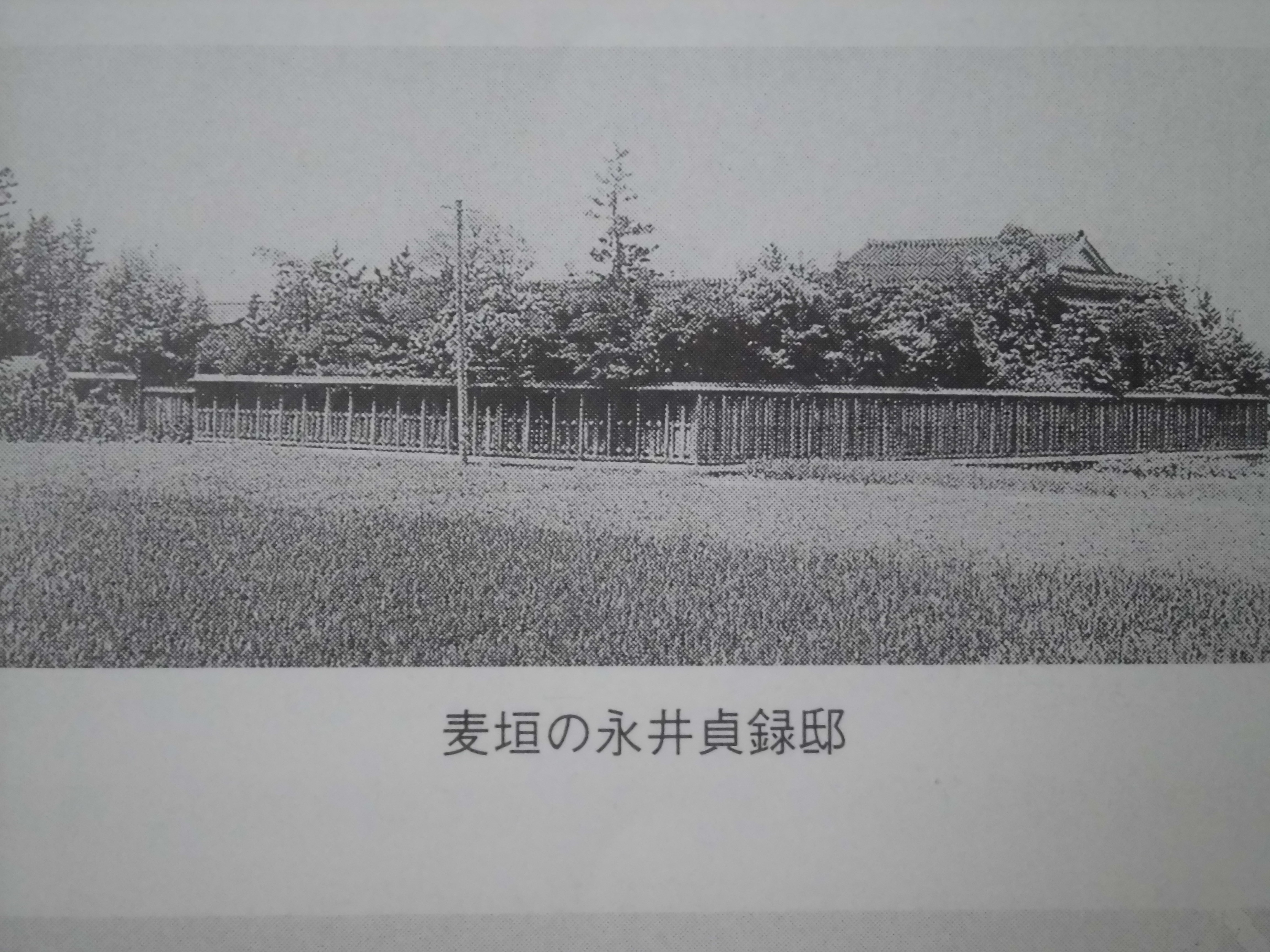

### 評価
元山陰放送会長織田収によれば｢永井氏は政治家的というより経済人、実業家的な物の見方をする人であった。地方の産業、経済の振興に熱心で、県西部の発展の基盤作りをした人だと思う。市長のように思い切ったことはようやらんが、まとめ役として最高であった。同じ浜出身の景山圭一はすぐ怒ったが、永井氏は人あたりがよく、穏やかで、怒った顔をみせたことがなかった。｣という。

## 家族・親族

### 永井家
（鳥取県西伯郡中浜村（現境港市麦垣町））
- 息子

貞栄（教育者、政治家、元境港市長）
準（実業家、元米子今井書店社長）ほか